# Рио нел'Елба
Рио нел'Елба (итал. Rio nell'Elba) је насеље у Италији у округу Ливорно, региону Тоскана.
Према процени из 2011. у насељу је живело 782 становника. Насеље се налази на надморској висини од 159 м.

## Становништво
Према резултатима пописа становништва 2011. у општини је живело 1.170 становника.
| 1931. | 1936. | 1951. | 1961. | 1971. | 1981. | 1991. | 2001. | 2011. |
| ----- | ----- | ----- | ----- | ----- | ----- | ----- | ----- | ----- |
| 2.148 | 1.917 | 1.601 | 1.372 | 1.029 | 907   | 866   | 952   | 1.170 |